# Tomizam
Tomizam je oblik teološkog i filozofskog razmišljanja koje potiče od Tome Akvinskog. Njime su se posebno koristili dominikanci, a imao je jak utjecaj unutar Katoličke Crkve, čak i tijekom 19. stoljeća.
Nastavak tomističkoga razmišljanja u 20. stoljeću naziva se često novotomizmom ili analitičkim tomizmom. Moderni tomizam važan je izvor demokršćanstva.
Učilište za tomizam otvoreno je 1538. godine u Santo Domingu.
Tomizam ujedinjuje grčku i kršćansku teologiju.

## Tomistička razmišljanja
1. Filozofski realizam: Čovjek se sastoji iz dva dijela – tijela i duše. Duša je svake osobe jedinstvena.
2. Moralni objektivizam: Nešto može biti moralno ispravno ili pogrešno ne zbog Božje volje, nego zbog Njegove inteligencije i bitka. Moralni objektivizam isključuje moralni subjektivizam.
3. Teleologija: Svemirom upravlja nešto što je izvan njega.
4. Slobodna volja: Ljudski um upravlja voljom i zato se on također može pozvati na odgovornost.
5. Uloga osjeta: Osjeti su pasivni primatelji. Um pak može, uz pomoć volje, upravljati što i na koji način dobivamo od osjetila.
6. Empirizam: Ništa ne može postojati u umu ako to osjeti prvo nisu doživjeli.
7. Subjektivni temelj duše: U ljudskoj duši postoji subjektivni temelj za sve znanje.
8. Besmrtnost: Ljudska duša po prirodi je besmrtna.